# Kranenburger Bruch
Das Kranenburger Bruch gehört landschaftlich zur Düffel, der Flussaue des Rheins (Unterer Niederrhein, NRW). Ursprünglich reichte es vom Wylermeer bis nach Donsbrüggen. Südliche Grenze sind die Höhen des Reichswaldes und nach Norden erstreckt es sich in die Düffel.

## Entstehung
Die gegen Ende der Eiszeit einsetzenden, regelmäßigen Überschwemmungen durch den Rhein und die damit verbundene Erosion, aber auch Sedimentablagerung formte aus der Niederterrassenlandschaft zunehmend eine Auenlandschaft mit aufgeschütteten Kies- und Sandbänken, Uferwällen, Flutmulden und Abflussrinnen. Begrenzt durch den Stauchmoränenwall des Niederrheinischen Höhenzuges im Süden, der von vorstoßenden Gletschern aufgeschoben worden war, bildete sich in einer leichten Vertiefung das Kranenburger Bruch heraus.
Durch das hohe Grundwasser vor den ersten mittelalterlichen Entwässerungsmaßnahmen, das ganzjährig an der Bodenoberfläche gestanden hat, wodurch Zersetzung der abgestorbenen Pflanzenteile verhindert wurde, konnte sich erst ein Niedermoor und danach ein Erlenbruchwald ausbilden. Bei Überflutungen wurden dünne Tonschichten abgelagert, wobei Ton- und Torfschichten sich abwechseln. Das Bruch liegt also in einer Senke und ist tiefster Punkt in NRW mit etwa 10,7 m über NN.
Die nördlichen Höhen des Reichswaldes sind sehr wasserreich. Viele Quellen speisen Beeke, ein niederländisches Wort für Bäche. Sie fließen nach Norden den Stauchwall hinab. Einige davon heißen nach der Farbe ihres Wassers:
- die Rodebeeke entspringt am Klever Springenberg[3] (Amphitheater). Sie ist verhältnismäßig lang und fließt ins Zelemer Meer. Die Farbe hat sie wohl vom hier vorkommenden Rasenerz erhalten.
- die Klarebeeke (heutiger Name „Renneken“), gespeist von Sieben Quellen, fließt durch Nütterden;
- das Schwarte Water (Schwarzwasser) entspringt in Schottheide. Das Wasser ist sehr sauer und hat Anteile von Humusstoffen oder Moor.

Die letzten beiden münden abflusslos im Kranenburger Bruch, das später durch Gräben (Weteringen / Wässerungen) von den Entwässerungsfachleuten (Broekern) entwässert wurde.
Etwas weiter westwärts fließt ein größerer Bach bei Kranenburg in das Bruch. Man nennt ihn die Groesbeek bzw. den Groesbeeker Bach, weil er vom gleichnamigen Ort durch das Großbeeker Becken der Niederung entgegen fließt.

## Trockenlegung

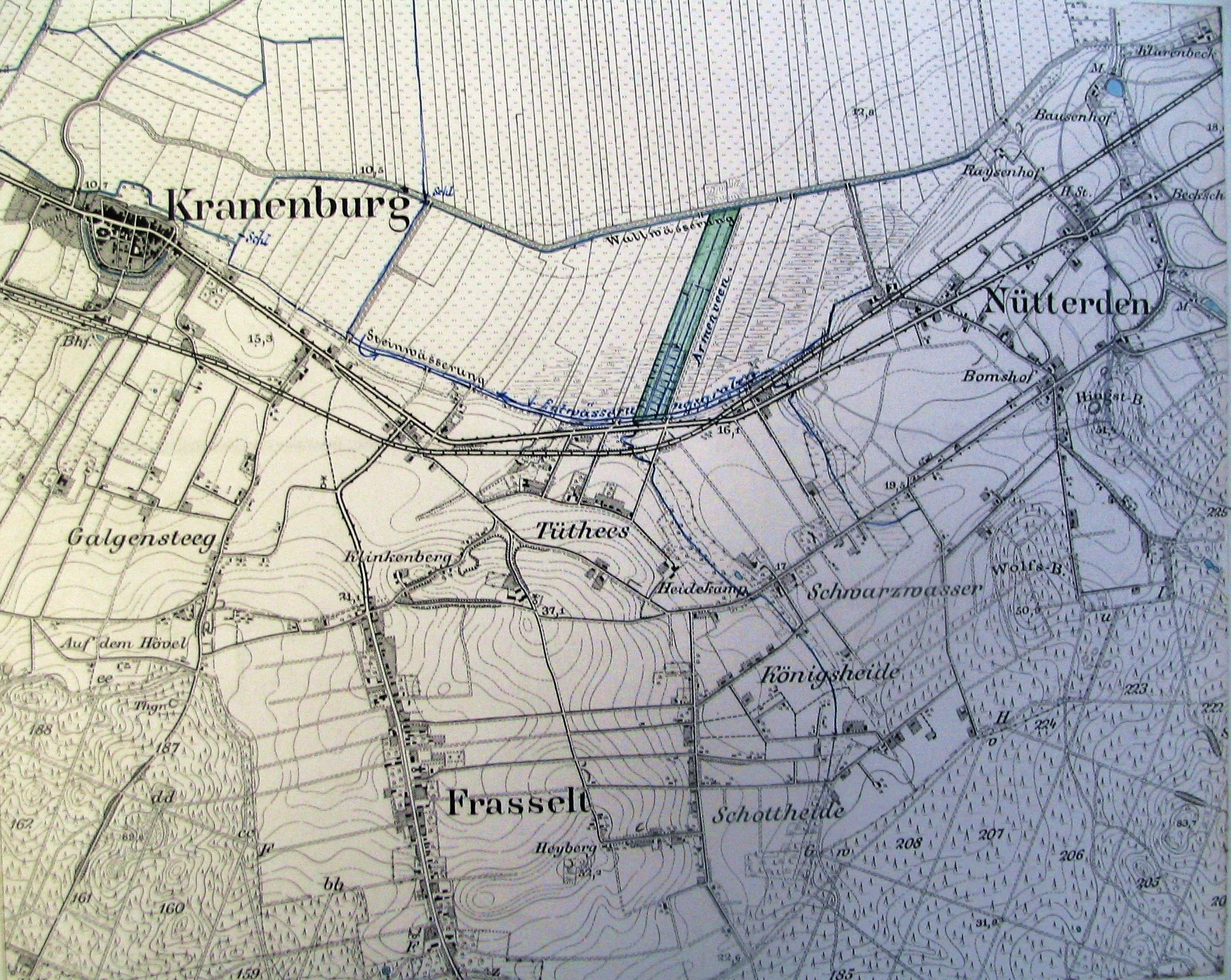
Übersichtskarte des Meliorationsgebietes Armenveen, 1905

Ein großer Teil des Bruches war mit Wald bedeckt. Es war ein Erlenbruchwald, der sich über die Langen Hufen erstreckte und von den Römern „Großer Wald (magna silva)“ genannt wurde. Im 13. Jahrhundert ließ der Graf von Kleve niederländische Fachleute, sogenannte „Broekers“ kommen, um das Bruch zu entwässern. Für diese Tätigkeiten warb der Graf Fachleute für Trockenlegungsarbeiten an, um das Land nutzbar machen zu lassen. Sie rodeten den Wald und überzogen das Land mit Entwässerungsgräben. So entstanden Streifenfluren, die nach der Rodung landwirtschaftlich genutzt werden konnten. Sie nutzten die alte fränkische Maßeinheit die „Hufen“, die heute noch in den Namen der Fluren enthalten ist: Kurze und Lange Hufen.
Eine Hufe war eine Fläche für einen kleinen Hof, die für das Auskommen einer Familie nötig war. Anfang des 20. Jh. begannen verstärkte Entwässerungsmaßnahmen, die es möglich machten, einen Großteil der Bruchflächen nicht nur zu Weidegrünflächen, sondern auch als Ackerland zu nutzen.
Der Graf von Kleve nutzte die Arbeiten der Broeker und ließ im Bruch auf Zyfflicher Gebiet, dort wo die Groesbeek in den Bruch mündete, eine Mottenburg errichten. Diese Burg wurde 1270 als Festes Haus urkundlich erwähnt und liegt am Schnittpunkt zweier sich kreuzender Straßen, die alte Römerstraße von Xanten nach Nimwegen und der Weg von Groesbeek in die Düffel. Die Wetering (Wallwetering) und der Bach gaben den Burggräben das nötige Wasser. Im Schutze dieser Burg siedelten sich die Broeker an. Es entstand in der Burgnähe eine Waldhufensiedlung, die bald den Namen dieser Burg annahm. Kranenburg – eine Burg im Kranichenbruch.
In den 50er Jahren des vorigen Jh. wurde wegen der Einführung der Intensivierung die landwirtschaftliche Nutzung im südlichen Bereich unrentabel und eingestellt. Somit konnten sich auf den brach liegenden Flächen Schilfbestände entwickeln. Durch extensive Nutzung konnten die übrigen Grünlandflächen in artenreiche Feuchtwiesen umgewandelt werden. Verlanden oder Verschließen von Entwässerungsgräben förderte die Wasserhaltung. Das Niedermoor konnte letztlich seinen vielfältigen Charakter behalten.

## Deichschau
Dieses Deichrecht erließ Dietrich von Horn, Herr von Kranenburg, im Jahre 1343. Nach M. Gossen ist es gar die älteste Deichordnung auf deutschem Gebiet. Es ist wohl deshalb bemerkenswert, weil es ein Deichstatut über den Bereich des Kranenburger Bruches geworden war, was längst nicht allen Bruchgebieten des Niederrheins zuteilwurde.
Das Deichrecht galt für die Langen Hufen und die Kurzen Hufen, für die Fluren Hesselken und Honderveen beiderseits des Hettstegs sowie für das Steinbruch südlich und das Legebruch nördlich der Straße nach Wyler. Zur Selbstverwaltung sollten die Grundeigentümer dieser Fluren, die Erben, jährlich am Sonntag nach Petri Stuhlfeier die Heimräte wählen.
Deichgraf und Heimräte hatten die Aufgabe, die Gräben, Brücken und Schleusen instand zu halten und das Land vor Überschwemmung zu sichern. Die Aufsicht oblag dem Richter im Land Kranenburg.

## Besiedlung

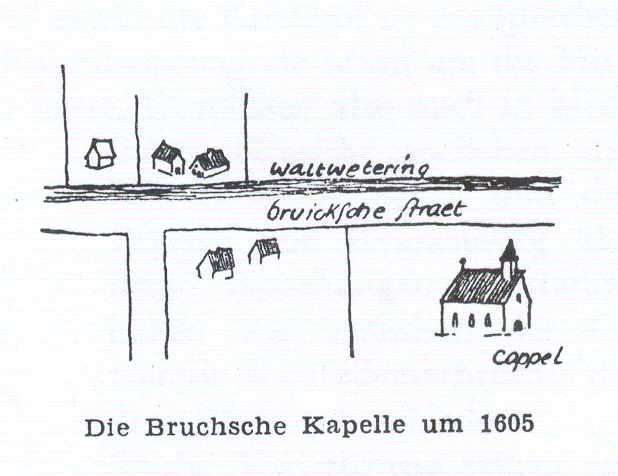
Frühe Besiedlung des Kranenburger Bruchs bis ins 17. Jh.

Nördlich der Bruchschen Straße, dort wo früher ein Weg von Tüthees kommend die Bruchsche Straße traf, lag die Kapelle St. Sebastian. Die Kapelle und einige Häuser, genannt St. Sebastian im Bruch, lagen auf einem künstlichen Hügel. Selbst südlich der Wallwässerung (früherer Name Waldwässerung) sollen drei Häuser gelegen haben. Das bezeugt mit einer fast quadratischen Parzelle „de alde kerkhoff“ eine Karte des Bedburger Stiftsatlas von 1605. Der Weg existiert heute nicht mehr. Er führte genau durch den Abgrabungssee. Der heutige Zugangsweg „Kurze Hufen“ liegt weiter westlich.
Die älteste Erwähnung des „broekschen kerkhoff“ stammt aus dem Jahre 1447. Demnach war es den dortigen Gläubigen gestattet, auch Gräber anzulegen. Um 1605 ist die Kapelle noch vorhanden. Eine perspektivische Ansicht zeigt ein dreijochiges Gebäude mit Dachreiter, Firstrichtung Ost – West. Es hatte also eine Art Pfarrrektorat innerhalb des Kranenburger Pfarrsprengels gegeben, ähnlich Nütterden mit dem Pfarrsprengel Donsbrüggen.
Aus einer Vertragsurkunde aus dem Jahre 1297 zwischen dem Grafen zu Kleve und dem Zyfflicher Stift ist eine frühe Besiedlung des Bruches bekannt. Den Siedlern ist das Außenbürgerrecht zu Kranenburg bestätigt worden. Friedrich Gorissen vermutet, dass die Kapelle die Wirren des Dreißigjährigen Krieges während der Kämpfe um Schenkenschanz nicht überstanden habe. 1781 beanspruchte das Stiftskapitel den Erlös aus den Steinen der verfallenen Kapelle im Bruch.

## Historische Landnutzung
„Einnahme Cap. V vom Armenveen: Das Armenfeen oder van Dorts Kurze Hufen genannt nebst dem van Dorts poll, ist theils Weideland und theils Erlenholz, so gemeiniglich alle 6 Jahr verkaufet wird. Die Weide im Armenfeen zwischen der bruchschen Straße und dem Erlenholz ist verpachtet. Verpacht. Prot.: de 8ten Decbr. 1772 an Schüsheler für 12“ 30; das Agio hievon à 10 Stbr. 2“ 5. Erlenholz und Graß ist in diesem Jahre nicht verkauft worden. Summa 14“ 35.“ So lautet ein Originaltext der Einnahmenaufzeichnung der Armenverwaltung in Kranenburg aus dem 18. Jh.
Die Nutzung der Flächen des Armenveen, eine frühere Bezeichnung für das Kranenburger Bruch, wurde im 19. Jh. mit Torf- und Grasverkauf der Armenverwaltung in Kranenburg zugute geschrieben. Das geschah während der Amtszeit des Bürgermeisters Wunder um 1854. Die Armenverwaltung führte Listen über die Ankäufer von Torf und Gras. In einer Liste vom 4. Mai 1855 wurden „4 Blöcke Torf im alten Schloot“ aufgelistet. Von jedem Block Torf wurden eine Anzahl Ruthen zu unterschiedlichen Preisen verkauft. Dieser schwankte pro Ruthe zwischen 18 und 40 Silbergroschen. Die Käufer kamen aus der direkten Umgebung und waren oftmals Tagelöhner meist aus Schottheide, aber auch aus Nütterden, Frasselt, Tütthees, Klinkenberg, Galgensteeg, Hettsteeg und Hoogen.
Aus dem Wasserbuch des Armenveens bei Cranenburg aus dem Jahre 1910 geht hervor, dass aus Gründen der Bodenverbesserung für den Anbau von Graspflanzen sowie eine Urbarmachung der Ödlandflächen eine genügende Bodenentwässerung erreicht werden sollte. Die Fläche von 125 ha soll zu 3/5 aus Acker und zu 2/5 aus Weide- und Bruchländereien bestanden haben. Das Bodenverbesserungsgebiet dagegen bestand nur aus einer Fläche von 14,5 ha mit einer Bodenbeschaffenheit im nördlichen Teil von 1 bis 2 m mächtigem gut zersetzten Niedermoorbodens und im südlichen Teil aus noch jungem ungesetzten Moore. Dieses Gebiet wurde zur Hälfte als Wiese und zur Hälfte als Weideland genutzt.
Die Entwässerung erfolgte durch mehrere Längsgräben, die teilweise in die Moorwässerung bzw. in die Wallwässerung Vorflut fanden. Es wurde mit einem mittleren Wasserstand von 10,3 m N.N. gerechnet. Die Anlagen wurden von der Armenverwaltung unterhalten und die Beaufsichtigung erfolgte durch den Bürgermeister von Kranenburg.

## Naturschutzgebiet
Das Kranenburger Bruch wurde 1985 als Teil des Feuchtgebietes „Unterer Niederrhein“ als Naturschutzgebiet ausgewiesen. Es dient der Erhaltung und Wiederherstellung von
- Lebensstätten innerhalb des landesweit bedeutsamen Niedermoores

- Vielfältigen Feuchtbiotopen
- Lebensräumen von hoch spezialisierten Pflanzen, Wasser- und Watvögeln

Seit 1983 ist es bereits Teil des europäischen Vogelschutzgebiets RAMSAR „Unterer Niederrhein“ und seit 2004 FFH-Gebiet der EU. Es hat eine Größe von 115 ha.

### Vorkommen von Brutvögeln
Die häufigsten Arten sind der Sumpfrohr- und Teichrohrsänger, Rohrammer, gefolgt von Fitis und Dorngrasmücke. Seltene aber wichtige Arten sind Schwarzkehlchen, Blaukehlchen, Eisvogel sowie Kiebitz, Bekassine und Wasserralle. Ganzjährig sind auch hier die neuen Gänsebürger zu beobachten. An den nördlichen Blänken finden sich oft Graugans, Kanadagans und Nilgans. Auch die Brandgans verirrt sich bis hierher.

### Landnutzung
Extensive Landnutzung (etwa 60 %) wird z. B. durch Beweidung mit Skudden (Nordwestzipfel) als Winterweide vorgenommen. Bei Bedarf kann Beweidung auch um die neuen Blänken zur Unterdrückung von Verbuschung vorgenommen werden.
Rinderweide gibt es nordwestlich des Abgrabungssees. Früher gab es hier das schottische Hochlandrind, das heute von der Schwarzbunten abgelöst wurde. Demnächst sollen hier Heckrinder oder Charolais-Rinder eingesetzt werden.
Nordöstlich des Abgrabungssees wird das Schilf (Ried) noch zur Dachdeckung genutzt. Ein Rietdachdecker aus Ooij in den Niederlanden führt die Schilfmahd durch.
Der Abgrabungssee selbst dient heute auch als Angelparadies. Für den Bau der Umgehungsstraße B504 im Jahre 1974 brauchte man Kies. Da an dieser Stelle vermutlich durch den Torfabbau bereits Löcher waren, wurde hier Kies gebaggert. Man benutzte Saugrüssel, die eines Tages verstopften. Der Baggerfahrer musste den Saugrüssel hoch holen und nachschauen. Die Verwunderung war groß! Riesige Knochen verstopften den Rüssel. Erst durch Herbeiholen eines Archäologen vom Bodendenkmalamt in Xanten konnten diese bestimmt werden. Es waren Mammutknochen, die nach etwa 80.000 Jahren wieder an die Oberfläche kamen. Nach der Restaurierung kamen sie ins Museum Katharinenhof. In der Ausstellung „Geschichte im Turm“ im Mühlenturm sind einige Mammutknochen ausgestellt.

## Besonderheiten
Eine Besonderheit in der gesamten Düffel sind die vielen Hecken. Auch hier im Bruch werden die Flächen von Hecken begrenzt. Hecken bremsen den Wind und tragen zu weniger Erosion bei. Ursprünglich dienten sie zur Einzäunung des Viehs. Zur Brennholzgewinnung wurden sie regelmäßig auf den Stock gesetzt.

### Orchideenwiese
Mit Sumpfstendelwurz und Fleischfarbenem Knabenkraut wachsen hier seltene Orchideen. Im Rahmen eines Pflegevertrages wird hier zweimal im Jahr gemäht.

### Blänken
Die seltene Krebsschere kommt in drei kleinen Blänken vor. An diversen Blänken werden regelmäßig Weiden entfernt, um wieder Raum für seltene Arten zu erhalten.

### Hybridpappeln
Die straßenbegleitenden Bäume, die Hybridpappeln, sind ein Relikt aus Napoleonischer Zeit. Mit der Besetzung des Niederrheins durch die Franzosen kam diese Baumart hierher, die sonst hier nicht heimisch ist. So entstanden hier viele Alleen, die von Kirchturm zu Kirchturm verliefen.
Die Bäume an der Bruchschen Straße sind jedoch noch nicht so alt. Die wurden vor etwa 60 Jahren angepflanzt, als durch die Kriegswirren des letzten Weltkrieges fast alle Bäume zum Opfer fielen. Sie sind sicher nicht nur durch militärischen Beschuss zerstört worden. Die Menschen haben sie gefällt, damit sie im Winter die Stube heizen konnten.
Zur Pflanzzeit wollte man nicht nur schnell neuen Windschutz haben, sondern man wollte auch das Holz verwerten. Aus dem schnell wachsenden Pappelholz wurden Holzschuhe, Reißbretter und Streichhölzer gefertigt. Heute wird es zu Hackschnitzeln und zu Pellets zur Energiegewinnung verarbeitet oder dient zur Spanplattenherstellung.

### Herkulesstauden
Herkulesstauden breiten sich südöstlich des Abgrabungssees im Bereich einer früheren Gärtnerei aus und verdrängen dabei stellenweise die ursprünglichen Hochstauden oder Schilf.

### Naturlehrpfad
Um den östlichen Teil des Naturschutzgebietes wurde 2002 ein Naturlehrpfad mit Informationstafeln angelegt. Dieser startet am Parkplatz gegenüber der Straße Tüthees.
- Einführungstafel am Parkplatz

Einführung mit Karte zu einem der letzten Niedermoorrelikte am unteren Niederrhein: Vom Niedermoor zum Erlenbruch. Wegen Aufgabe der landwirtschaftlichen Flächen konnte sich die Natur den Bruch zurückerobern. Ankauf der letzten Ackerflächen zur Umwandlung zu Grünlandflächen.
- Tiere und Pflanzen der Wiesen und Weiden, Ende der Straße Kurze Hufen

Wiesen sind vom Menschen geschaffene Lebensräume und müssen gepflegt werden. Hier trifft man die Kuckuckslichtnelke an. In der ehemaligen Rheinaue hat auch der Kiebitz eine Chance, wenn er nicht durch zu frühe Mahd gestört wird.
- Mutterkuherde auf der Bruchschen Straße

Die extensive Beweidung fördert viele Tier- und Pflanzenarten. Hierfür werden gerne robuste Rinder wie das Schottische Hochlandrind eingesetzt. Die Kuh zieht hier allein ihr Kalb auf. In den Gräben wachsen Wasserfeder und leben Sumpfschnecken.
- Lebensraum Saum auf der Horndrichstraße

Heckensträucher werden mit ihren Früchten vorgestellt. Häufig sind Weißdorn und Holunder. Es ist ein Lebensraum für Falter und Insekten. Auch das Schwarzkehlchen hat heute wieder eine Chance an gut besonnten Säumen, an Rändern von Mooren zu brüten.
- Kopfweiden am Beginn des Wanderweges

Kopfweiden bieten einen großen Lebensraum für viele Insekten, Fledermäusen und Vögel. In Höhlungen alter Kopfbäume leben die Steinkäuze, der Charaktervogel der bäuerlichen Kulturlandschaft am Niederrhein.
- Schilfröhricht

Noch vor wenigen Jahrzehnten waren hier Wiesen zu sehen, die der Heugewinnung dienten. Mit Aufgabe dieser Wiesen konnte sich das Schilfröhricht entwickeln. Es bietet Lebensraum für viele Rote Liste – Tier- und Pflanzenarten, wie z. B. die Rohrweihe oder die Rohrammer.
- Erlenbruchwald

Diese Natur braucht der Kranich zum Brüten. Dazu kommt jedoch noch Ungestörtheit durch den Menschen. Ob das Kranenburger Wappentier sich dazu hier niederlässt ist fraglich. Aber vor den Rodungsarbeiten war er hier sicher zu Hause und gab Anlass zur Namensgebung der ersten Burg.
- Lebensraum Feuchtgebiet kurz vor dem Startpunkt

Der Vogel des Glücks, das Stadtwappen Kranenburgs zierend, der Kranich, hatte hier im Erlenbruch sein Revier. Heimische Pflanzen im Bruch sind Segge und Schwertlilie.